# Zorka Hovorková
Zorka Hovorka (rozená Kalić, srbsky Зорка Ховорка, 17. dubna 1865 Novi Sad – 6. října 1939 Glina) byla srbská publicistka, překladatelka a redaktorka časopisů dlouhodobě působící v Čechách.

## Životopis

### Mládí a učitelská dráha
Narodila se jako Zorka Kalić v Novém Sadu, městě na severu Srbského knížectví, v rodině úředníka městského magistrátu. Brzy ztratila otce, v dětství jí tak vychovával staral její bratr Mita Kalić. Se svou další sestrou, Darinou (provdanou Peleš), se věnoval i literární tvorbě.
Nejprve navštěvovala francouzský institut Izoa v Novém Sadu, kde se naučila číst a psát francouzsky a německy, učitelské vzdělán pak dokončila v Subotici. Poté navštěvovala dívčí střední školu v uherské Pešti. Čtyři roky pak působila jako učitelka v Jasenově v srbském Banátu, poté se přestěhovala do Moldavska. Tam se seznámila se svým budoucím manželem, českým lékařem Václavem (Slavkem) Hovorkou (1856–1911), za kterého se v roce 1883 provdala.

### V Praze
Manželé Hovorkovi v roce 1884 přestěhovali do Prahy. Zde se Zorka aktivně zapojila do českého veřejného života a mj. zde začala aktivně pracovat na propagaci srbské kultury. Ve spolupráci s manželem organizovali a pořádali amatérská představení, především adaptace děl ze srbské literatury. Redigovali spolu také knižní edici Srbská knihovna. Hovorková udržovala kontakty s komunitou Jihoslovanů v Praze a starala se o studenty, často sdružené do krajanských spolků, z jihoslovanských zemí. V roce 1903 iniciovala vznik Fondu na podporu chudých srbských studentů v Praze.
Činná byla také v řadě spolků a organizací. Od roku 1900 byla členkou pražské rady Ústředního spolku českých žen a v letech 1908 až 1912 byla také jeho předsedkyní. V roce 1910 v Praze uspořádala národopisnou výstavu s názvem Srbská žena. Výstavy lidového umění se mj. zúčastnily jihoslovanské umělkyně Katarina Holecová, Jelica Belović-Bernadžikovska, Zorka Jeremić a Zorka Janković a také české spisovatelky Madlena Wanklová, Eliška Purkyňová a Pavla Maternová.

### Úmrtí
Přibližně v polovině 30. let 20. století se vrátila do Jugoslávie a až do své smrti žila u příbuzných v chorvatské Glině. Zemřela zde 6. října 1939 ve věku 74 let.

## Dílo
Ze srbských časopisů spolupracovala mj. s periodiky Javor (1886, 1887, 1890), Kol (1901, 1902), Brankova Kol (1903, 1907, 1908, 1909, 1910), Nova Iskra (1902), Bosanska Vila (1909), z českých potom Ženský svĕt, Praha (1901, 1904, 1905), Zlatá Praha (1909) či Den (1909).
Spolu se spisovatelkou Terézou Novákovou pracovala v redakci ženského magazínu Ženský svĕt. Šest let pracovala ve správě listu (1901-1907), poté se stala součástí redakce. Redigovala literární rubriku měsíčníku Srbské květiny, který vycházel v letech 1905-1906. vyšel v Praze. V roce 1906 bylo pod jejím vedením zahájeno vydávání měsíční přílohy časopisu s názvem Srbské květiny.
Rovněž byla činná jako překladatelka. Do češtiny přeložila mj. díla srbských autorů Janka Veselinoviće, Jovana Jovanoviće-Zmaje či Branislava Nušiće. Překládala také práce českých básníků do srbštiny a srbochorvatštiny.